# 라르스 알포르스
라르스 발레리안 알포르스(스웨덴어: Lars Valerian Ahlfors, 1907년 4월 18일 - 1996년 10월 11일)는 핀란드의 수학자로서, 주된 연구 분야는 리만 곡면과 복소 해석학이었다.

## 생애
알포르스는 헬싱키에서 공학교수의 아들로 태어났다. 1924년부터 1928년까지 헬싱키 대학교에서 공부하였는데, 이때 에른스트 린델뢰프(Ernst Lindelöf)와 롤프 네반린나(Rolf Nevanlinna)의 지도 아래에 있었다.
1929년에는 네반린나가 한 당주아 가설에 대한 연구를 도왔으며 그 후 투르쿠에 있는 오보 아카데미(Åbo Akademi)의 강사 자리를 얻었다. 그 후 1930년에 박사학위를 마쳤다.
1935년에 하버드 대학교에 와서 교편을 잡았고, 1936년에는 최초로 수여된 필즈상 수상자 두 사람 중 한 명이 되었다. 그 후 1938년에는 헬싱키 대학교로 돌아가서 교편을 잡았으나, 제2차 세계 대전의 발발로 많은 문제가 발생하게 되었다. 알포르스는 군대 징집 대상자가 아니었으나, 그럼에도 많은 연구에 지장이 생기게 되었는데, 이때 스위스의 취리히 연방 공과대학교(ETH Zurich)에서 1944년에 교직을 제안하여 우여곡절을 겪으면서 전쟁통에 겨우 1945년 3월 취리히에 도착하였다. 그러나 그 곳의 생활을 그다지 즐기지 못하였던 그는 곧 다시 하버드 대학교로 옮겼고, 그 후 1977년 은퇴할 때까지 그 곳에서 머물렀다.
그는 1964년부터 하버드 대학교 수학과의 '윌리엄 캐스퍼 그라우스타인(William Caspar Graustein) 석좌교수'가 되었고, 1968년에는 비후리 상(Vihuri Prize), 1981년에는 울프 수학상을 수상하였다. 울프상 시상식에서 사회자는 "이 분야(복소해석학)의 학자들은 어떤 의미에서건 알포르스의 제자들이다."라는 말로 20세기 수학에 끼친 그의 영향에 대한 찬사를 보냈다. 알포르스는 국제 수학자 대회에서 기조 강연을 3회 한 유일한 수학자이기도 하다.
그가 1953년에 쓴 교과서 《복소 해석학(Complex Analysis)》은 현재까지도 해당 분야의 가장 정석적인 교과서로 여겨지고 있다. 그 외에도 1960년에는 리만 곡면, 1973년에는 등각 불변량에 대한 저명한 책들을 남겼다.
그는 부인과 세 딸을 두었다.

## 저서
- Complex Analysis (1979) (ISBN 0-07-000657-1)
- Contributions to the Theory of Riemann Surfaces: Annuals of Mathematics Studies (1953) (ISBN 0-691-07939-0)